# Себровский сельсовет
Себровский сельсовет — упразднённая административно-территориальная единица, существовавшая на территории Михайловского района Сталинградской области России до 1954 года. Административный центр — посёлок городского типа Себрово. Ныне территория сельсовета в черте в составе муниципального округа город Михайловка.
Преемник — Отдел Себровской сельской территории администрации городского округа город Михайловка

## История
Образован, по неточным данным, в 1930 году.
Указом Президиума Верховного Совета РСФСР от 22 мая 1944 года № 619/11  х. Липов был перечислен из состава Калининского района в состав Михайловского; он выходил из подчинения Большемедведевскому сельскому совету и переходил в подчинение Себровскому.
В 1954 году (с 24 июня) Себровский сельский совет Михайловского района Сталинградской области вошел в состав Сидорского сельского Совета Михайловского района Сталинградской области.
В декабре 2012 года Решением Михайловской городской Думы образовано юридическое лицо отдел Себровской территории, в который вошли поселки Себрово и Новостройка.

## Состав
- хутор  Липов
- посёлок Себрово